# Caín adolescente
Caín adolescente és una pel·lícula veneçolana de 1959 i és la primera cinta del cineasta veneçolà Román Chalbaud, basada en la seva obra de teatre del mateix nom. La pel·lícula ha estat descrita com a "significativa històricament i artísticalment" en molts estudis.
Va ser una de les dues pel·lícules estrenades després de la caiguda de la dictadura militar de Marcos Pérez Jiménez, la primera de les que va ser qualificada de "notable" i anterior a la disminució de la influència que va tenir la democràcia en el cinema. Com que va ser produït durant la dictadura, la pel·lícula no fou patrocinada pel govern sinó que era independent. Chalbaud havia fundat la companyia de producció Allegro Films SA el 1956 amb Hilario Gonzalez, però van tenir problemes per finançar la pel·lícula.

## Sinopsi
Conta la història de Juana i Juan, una vídua i el seu fill que arriben a Caracas, la capital del país, a la recerca de millors oportunitats de treball. Juan, un jove senzill i càndid, s'instrueix en l'ofici de la mecànica automotriu ajudat pel seu amic Matías, qui va arribar del poble abans que ells i ja ha viscut a la ciutat prou com per a conèixer-la. Juana, una mare abnegada, coneix Antonio, un home també treballador i honest que li adverteix sobre la naturalesa corruptiva de la ciutat, que sedueix però canvia a la gent per a malament. També coneix Encarnación, un home de color que realitza encantaments i practica l'avortament. Juana és seduïda per Encarnación qui necessita amagar-se en algun lloc després d'haver estat acusat d'assassinat per practicar un avortament que provoca la mort de la dona embarassada.
Mentrestant Juan surt de gresca amb Matías i els seus amics a beure i ballar i s'enamora de Carmen, una xicota de Matías que ha quedat embarassada després mantenir una tòrrida relació, que Matías talla en assabentar-se del seu estat.
D'aquesta manera Juana i Juan es troben a si mateixos abraçats pel remolí de situacions que canvien la seva naturalesa càndida i ingènua per una cínica, turmentant-los per les baixes passions que els arrosseguen en conèixer als personatges de la ciutat, frívols, corruptes i alhora cínics.
Finalment Juana perd la vida en visitar la basílica de Santa Teresa, quan hi acudeix en un moment de penediment i necessitat de trobar-se amb Déu tan bon punt una persona crida foc amb l'església plena de gom a gom de feligresos durant els oficis corresponents de la Setmana Santa, fet que va esdevenir en la vida real en 1952.
En aquesta pel·lícula es defineixen clarament els elements del bé i el mal, la innocència i la perversitat.

## Repartiment
- Carlota Ureta Zamorano - Juana
- Milagros del Valle - Carmen
- Edgar Jiménez - Juan
- Orangel Delfín - Matías
- Enrique Alzugaray - Encarnación
- Rafael Briceño - Cara'e Loco
- Pedro Hurtado - Antonio Salinas

## Crítiques
L'estudiós del cinema brasiler Paulo Antonio Paranaguá assenyala que la pel·lícula es presta a la tradició cinematogràfica mexicana alhora que se sent moderna. Peter Rist descriu la pel·lícula com a "seriosa" i "realista" i mostra una visió de com millorar la pobresa a la capital veneçolana.
Paranaguá ha opinat que la música, l'obtenció de fotografies i els intents de transició no creen continuïtat, i que Chalbau, que actua com a adaptador de la seva obra, no està necessàriament lluny de Chalbaud com a autor de l'obra, cosa que afecta negativament la qualitat de l'edició de la pel·lícula.
Tot i que Chalbaud ha desenvolupat en aquesta obra una pel·lícula de ficció a Veneçuela, utilitza imatges documentals per a la seva història.